# Glenea sangirica
Glenea sangirica là một loài bọ cánh cứng trong họ Cerambycidae.